# Герасимов, Иван Егорович
Иван Егорович Герасимов (25 апреля 1929, с. Александровка, Центрально-Чернозёмная область — 8 октября 2012) — звеньевой механизированного звена колхоза «Заря коммунизма» Мордовского района Тамбовской области, Герой Социалистического Труда.

## Биография
После войны окончил курсы механизаторов, работал в родном селе в колхозе «Заря коммунизма» (Мордовский район Тамбовской области). Три года служил в армии. Весной 1964 года назначен звеньевым механизированного звена по выращиванию сахарной свеклы.
За получение высоких урожаев удостоен звания Героя Социалистического Труда (Указ Президиума Верховного Совета СССР от 31 декабря 1965 года).
С 1972 года председатель колхоза «Заря коммунизма».
С 1989 года на пенсии.
Избирался депутатом Верховного Совета РСФСР (от Тамбовской области; 1967—1971). Неоднократно избирался членом областного и районного комитетов партии, депутатом и членом исполкома Александровского сельского и Мордовского районного Советов народных депутатов.

### Семья
Жена — Евдокия Егоровна.
- 7 детей.

## Награды
- Герой Социалистического Труда (Указ Президиума Верховного Совета СССР от 31 декабря 1965 года)[2].
- орден Октябрьской Революции (1971)[2].
- орден Ленина (1976)[2].
- Почётный гражданин Мордовского района (2007)[2].